# Desmodillus auricularis
Desmodillus auricularis is een zoogdier uit de familie van de Muridae. De wetenschappelijke naam van de soort werd voor het eerst geldig gepubliceerd door Smith in 1834.